# 失烈门
失烈门（?—1252年），又作昔列門，錫列門（波斯語：‎，羅馬化：Shīrāmūn，《史集》表記），蒙古帝国大汗窝阔台（元太宗）的第三子阔出太子之子。母亲合塔合失是弘吉剌部人。
窝阔台有意立阔出为继承人。阔出在1236年2月南征南宋时去世。窝阔台指定失烈门为继承人。1241年窝阔台去世，乃马真后（昭慈皇后）临朝称制，剥夺了失烈门的继承权，终使她的儿子贵由在1246年登基成为大汗。贵由于1248年去世，生前未立继承人，作为其可敦的海迷失后（钦淑皇后）抱失烈门临朝称制。1251年，宗王们在庫利爾臺大會中拥立拖雷嫡长子蒙哥登基成为大汗，海迷失后暗中策动窝阔台系的宗王，并且施巫术暗害蒙哥。1252年夏，由於此事败漏，海迷失后被蒙哥下令投入河中溺死，失烈门被牵连，被貶謫後被藉故处死。
《史集》中阔出有三子：失烈门、孛罗赤、苏沙。《元史》认为孛罗赤是失烈门的儿子，元朝的靖远王（金镀银印龟纽王）哈歹、襄宁王（金印驼纽王）阿鲁灰、也速不干是失烈门的后裔。